# Webschule (Weberei)
Webschulen waren Bildungseinrichtungen zum Erlernen der Weberei. Sie entstanden im Zuge der Industrialisierung in Europa ab der ersten Hälfte des 19. Jahrhunderts und sollten den Bedarf an Fachkräften in der wachsenden Textilindustrie decken. In den zahlreich gegründeten Webchulen gab es einfache, in denen das Weben vor allem als Handwerk unterrichtet wurde. In den Höheren Webschulen wurde zudem der theoretische Teil der Weberei gelehrt sowie „die Kunst, Stoffmuster nach vorliegenden Zeichnungen oder Proben wie auch selbständige Entwürfe dazu herzustellen.“
Die erste Webschule in Frankreich war die 1831 in Lyon eröffnete Webschule zur Ausbildung von Seidenwebern, gefolgt 1856 in Nimes und 1862 in Mülhausen im Elsass.
Webschulen in den deutschen Staaten entstanden zunächst 1845 in Elberfeld, 1852 in Mülheim am Rhein, 1855 in Krefeld, 1856 in Reutlingen und 1857 in Chemnitz. Insbesondere in den damals stark in die Textilindustrie investierenden Regionen in Sachsen, Schlesien, Rheinprovinz und Westfalen entstand bis Anfang der 1890er Jahre eine große Zahl von Webschulen.
Ein von 1901 bis 1902 errichteter Neubau in Werdau der dann Höhere Webschule genannten Einrichtung bildet heute unter der Anschrift Schloßstraße 1 ein Kulturdenkmal im Freistaat Sachsen.

## Weitere bekannte Webschulen
- Oberlausitzer Webschule, ehemalige Bildungseinrichtung und denkmalgeschütztes Gebäude in Großschönau
- Königliche Webschule (Spremberg), ehemalige Bildungseinrichtung und denkmalgeschütztes Gebäude in Spremberg
- Webschule (Cottbus)